# 신북면 (포천시)
신북면(新北面)은 경기도 포천시의 면이다. 포천시청에서 북쪽으로 5 km에 면사무소가 있으며, 면소재지는 기지리이다.
지리적 여건(덕령산, 칠월리 고개)으로 인하여 크게 3개 권역(내북, 외북, 남청산)으로 구분된다. 면적은 95.93 km2로 포천시에서 이동면에 이어 2번째로 넓으며, 인구는 소흘읍, 포천동 다음으로 많은데, 내북 지역인 기지리, 가채리, 신평리, 만세교리에 인구가 집중되어 있다.
교통여건은 국도 제43호선이 남북으로 곧게 뻗어있고 인근 대학교와 의정부, 일동, 운천으로 연결되는 버스노선도 많아 도로망, 대중교통망이 모두 우수하다. 2017년에 세종포천고속도로가 완공될 예정인데 구신북대교앞교차로 남쪽 500m 인근에 종점인 신북IC가 설치된다.
이 지역은 면암 최익현의 고향으로 유명한 지역이다. 그는 이 가채리에서 태어났다고 하며, 그 당시 이 지역은 내북면이었다.

## 연혁
- 조선 시대 : 포천현 내북면, 외북면
- 1914년 4월 1일 : 조선총독부령으로 내북면과 외북면을 통합하여 신북면으로 개칭. 기지리(機池里), 가채리(加採里), 신평리(新坪里), 만세교리(萬世橋里), 심곡리(深谷里), 계류리(溪流里) 고일리(古日里), 삼성당리(三星堂里) 등 8개리 관할.
- 1983년 2월 15일 : 청산면의 삼정리(三政里), 금동리(琴洞里), 덕둔리(德屯里), 갈월리(葛月里) 등 4개리(남청산 지역) 편입[1]. 구 양주군 산내면에 해당되는 지역이다.

## 법정리
- 기지리(機池里): 면 행정복지센터 소재지
- 가채리(加采里)
- 갈월리(葛月里)
- 고일리(古日里)
- 금동리(琴洞里)
- 신평리(新坪里)
- 만세교리(萬歲橋里)
- 심곡리(深谷里)
- 계류리(溪流里)
- 삼성당리(三星堂里)
- 삼정리(三政里)
- 덕둔리(德屯里)

## 권역 구분
- 내북 : 기지리, 가채리, 신평리, 만세교리
- 외북 : 심곡리, 계류리, 고일리, 삼성당리
- 남청산 : 삼정리, 갈월리, 금동리, 덕둔리

## 교육
- 신북초등학교 (신평리 소재, 1934년 개교)
- 왕방초등학교 (가채리 소재, 2003년 개교)
- 외북초등학교 (계류리 소재, 1946년 신북국민학교 외북분교로 개교, 1950년 국민학교로 승격)
- 삼정초등학교 (삼정리 소재, 1944년 개교)
- 포천중학교 (가채리 소재, 1948년 개교, 1973년 하성북리에서 가채리로 신축이전)
- 포천여자중학교 (가채리 소재, 1971년 개교, 2001년 신읍리에서 가채리로 신축이전)
- 삼성중학교 (삼성당리 소재, 1980년 개교)
- 경복대학교 포천캠퍼스(본교) (신평리 소재, 1992년 설립, 2013년 남양주캠퍼스와 이원화)

## 문화재
- 인평대군 묘 및 신도비 - 경기도 기념물 제130호

## 특산물
- 오이
- 인삼
- 쌀
- 사과
- 느타리버섯
- 잣